# ينفوخ مبو
ينفوخ مبو (الاسم العلمي: Tetraodon mbu) (بالإنجليزية: Mbu puffer, giant puffer, or giant freshwater puffer)‏ هي نوع من الأسماك يتبع جنس الينفوخ من الفصيلة الينفوخية.